# Ivan Dmitriev
Pour les articles homonymes, voir Dmitriev.
Ivan Ivanovitch Dmitriev ou Dmitrieff (en russe : Иван Иванович Дмитриев) est un poète russe, né le 10 septembre 1760 (21 septembre dans le calendrier grégorien) dans le gouvernement de Simbirsk et mort le 3 octobre 1837 (15 octobre dans le calendrier grégorien).
Homme politique et poète russe, il fut le ministre de la Justice du 1er janvier 1810 au 30 août 1814. Il fut associé au mouvement sentimentaliste de la littérature russe.

## Biographie
Issu d'une famille de propriétaires terriens, il fit ses études dans des institutions privées.  Lors de la révolte (1773-1774) d'Emelian Pougatchev (1740-1775), sa famille prit la fuite et trouva refuge à Saint-Pétersbourg. Il fut inscrit à l'École du régiment de la Garde Semionovsky et plus tard obtint un poste dans l'armée.

### Carrière politique
Lors de l'accession au trône impérial de Paul Ier de Russie le 5 novembre 1796, il quitta l'armée au grade de colonel. Le tsar le nomma procureur général au Sénat. Le 1er janvier 1810, Alexandre Ier de Russie le nomma ministre de la Justice, il conserva ce poste jusqu'au 30 août 1814, date à laquelle il quitta définitivement la vie politique.

### Le poète
Pendant les vingt années qui suivirent il fut très occupé à ses travaux littéraires et à sa collection de livres. Ses contes, ses épîtres et d'autres, ses fables (en partie traduites et inspirées de Jean-Pierre Claris de Florian, de Jean de La Fontaine et Antoine-Vincent Arnault) firent sa renommée.
Plusieurs de ses textes sont devenus célèbres, comme son court poème dramatico-épique sur le cosaque Yermak, conquérant de la Sibérie.
Ses écrits occupent trois volumes dans les cinq premières éditions, dans la sixième deux volumes. Ses Mémoires à laquelle il consacra les dernières années de sa vie furent publiées à Moscou en 1866. Ses œuvres ont paru à Saint-Pétersbourg, en 1823.

## Sources
- (en) Cet article est partiellement ou en totalité issu de l’article de Wikipédia en anglais intitulé « Ivan Dmitriev » (voir la liste des auteurs).
- Notices d'autorité :   - VIAF
  - ISNI
  - BnF (données)
  - IdRef
  - LCCN
  - GND
  - CiNii
  - Pays-Bas
  - Pologne
  - Israël
  - NUKAT
  - Norvège
  - Russie
  - Tchéquie
  - Lettonie
  - WorldCat

Cet article comprend des extraits du Dictionnaire Bouillet. Il est possible de supprimer cette indication, si le texte reflète le savoir actuel sur ce thème, si les sources sont citées, s'il satisfait aux exigences linguistiques actuelles et s'il ne contient pas de propos qui vont à l'encontre des règles de neutralité de Wikipédia.